# NGC 5606
NGC 5606 is een open sterrenhoop in het sterrenbeeld Centaur. Het hemelobject werd op 8 mei 1826 ontdekt door de Schotse astronoom James Dunlop.

## Synoniemen
- OCL 922
- ESO 134-SC3